# 新アンタッチャブル/カポネの逆襲
『新アンタッチャブル/カポネの逆襲』（The Revenge of Al Capone,Capone Behind Bars）は、1989年のアメリカ合衆国の犯罪テレビ映画。キース・キャラダイン主演。日本でテレビ放送された際は『新アンタッチャブル/カポネ・暗黒街の抗争』と改題された。

## ストーリー
1947年のマイアミ、すっかり衰えた余命わずかのアル・カポネに面会した捜査官のマイケル・ロークは、彼から刑務所に入れられる前の時代について話を聞かされる。
1932年、自宅でパーティーを開いていた保釈中のカポネの元に、彼に両親を殺されたロークが捜索にやって来た。ロークはカポネを刑務所に連れ戻すために来たと伝え、強制的に彼を捕らえようとする。カポネは保釈期間中のため捜索は違法だと言うが、そんな彼にロークが保釈は却下されたと書類を見せて捜索の正当性を示す。それでも刑務所に入れられたくないカポネは、判事や弁護士にどうにかするよう命令するが、彼らにも対処できないと知ると観念したように連行に応じる。だがそれは見せかけで、カポネは密かにロークとその家族を殺し屋に始末させるよう部下に命令していた。カポネを刑務所に入れた後帰宅したロークは、妻にカポネの逮捕という大仕事が終わったことを伝え、これで怯えるものはなくなったと安心させる。一方刑務所では、カポネが鉄格子から記者の取材を受けて無罪を主張していた。その夜、クリスマスを家族と祝っていたロークの家の前で、カポネに雇われた殺し屋たちが彼らを始末する機会を伺っていた。真夜中に子供たちへのプレゼントをセットしていたロークの前に、家に侵入してきた殺し屋たちが現れ彼を殺そうとしてくる。ロークは格闘の末に、殺し屋たちを追い払うことができたが、再び家族に危害を加えられることを心配した彼は、翌日捜査を辞めたいと上司に伝える。だが有能なロークを辞めさせたくない上司は、住居を誰も知らない場所に移した上に、さらに24時間の警護もつけることを約束し、捜査を続けて特捜班のエリオット・ネスに協力して欲しいと頼み込む。

## キャスト
| 役名                         | 俳優                         | 日本語吹替 |
| ---------------------------- | ---------------------------- | ---------- |
| マイケル・ローク             | キース・キャラダイン         | 江原正士   |
| アル・カポネ                 | レイ・シャーキー             | 銀河万丈   |
| ジェニー                     | デブラ・ファレンティノ       | 沢海陽子   |
| アレックス・コナーズ         | チャールズ・ヘイド           |            |
| エリザベス                   | ジェイン・アトキンソン       |            |
| ダッチ・シュルツ             | ニール・グレイ・ジュントーリ |            |
| エリオット・ネス             | スコット・ポーリン           |            |
| フランク・ニッティ           | アラン・ローゼンバーグ       |            |
| ジョン・エドガー・フーヴァー | ジョーダン・チャーニー       |            |

- 日本語吹替：初回放送1995年4月20日 テレビ東京 『木曜洋画劇場』版

## スタッフ
- 監督：マイケル・プレスマン（英語版）
- 脚本：トレイシー・キーナン・ウィン
- 製作：ヴィッキー・ニエミ
- 製作総指揮：ジョン・レヴォフ、ロバート・ラヴェンハイム
- 撮影監督：ティム・サーステッド
- プロダクションデザイナー：スティーヴン・ストアー
- 編集：ジェフ・フリーマン
- 衣裳デザイン：ハイジ・カッツェンスキー
- 音楽：クレイグ・セイファン（英語版）
- 協力：マイケル・グラハム
- 吹替翻訳：安西敏
- 吹替演出：福永莞爾
- 吹替調整：長井利親
- 吹替効果：VOX
- 吹替製作：テレビ東京、スケアクロウ
- 吹替プロデューサー：柳川雅彦